# HD 23950
HD 23950，又名BD+21 535，SAO 76250、HR 1185，是一颗恒星，视星等为6.07，位于銀經168.5，銀緯-24.44，其B1900.0坐标为赤經3h 44m 2.2s，赤緯+21° -24.44′ 24″。